# Proceratium japonicum
Proceratium japonicum är en myrart som beskrevs av Santschi 1937. Proceratium japonicum ingår i släktet Proceratium och familjen myror. Inga underarter finns listade i Catalogue of Life.